# Ivy Shao
Ivy Shao Yu Wei (caratteri cinesi: 邵雨薇; Taiwan, 21 settembre 1989) è un'attrice e cantante taiwanese salita alla ribalta dopo aver recitato nella serie televisiva taiwanese Back To 1989. Ha stabilito le più alte valutazioni dei drammi cinesi negli ultimi anni.
È alta 167 cm e pesa 47 kg.

## Filmografia

### Cinema
- The Tenants Downstairs (2016)
- First of May (2015)

### Serie TV
- Love & π (TTV, 2018)
- Sweet Combat (Hunan TV, 2018)
- Game Not Over (Coture, 2017)
- The Perfect Match (SETTV, 2017)
- Back to 1989 (SETTV, 2016)
- Mei Li De Mi Mi (Hunan TV, 2015)
- Xiao Hua De Tie Shen Gao Shou (iQIYi, 2015)
- When I See You Again (TTV, 2015)
- Love at Second Sight (Hunan TV, 2014)
- Fabulous 30 (SETTV, 2014)
- A Hint of You (SETTV, 2013)
- Confucius (CTV, 2012)
- Skip-Beat! (FTV, 2011) cameo